# Darijo Srna

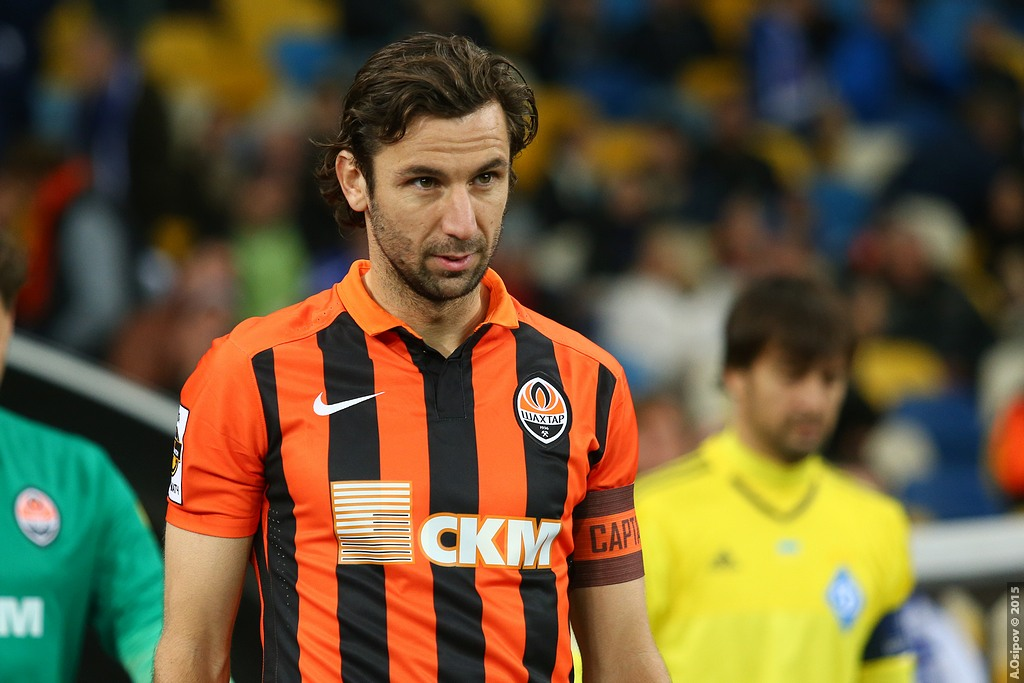

Darijo Srna, wym. [dâːrijo sř̩na] (ur. 1 maja 1982 w Metkoviciu) – chorwacki piłkarz który występował na pozycji prawego pomocnika a niekiedy obrońcy. Obecnie trener piłkarski. Większość swojej kariery spędził w ukraińskim Szachtarze Donieck.
Drugi pod względem występów dla reprezentacji Chorwacji. Występował w niej w latach 2002-2016. Uczestnik Mistrzostw Świata w 2006 i 2014 oraz Mistrzostw Europy w 2004, 2008, 2012 i 2016 roku.

## Kariera klubowa
Srna piłkarską karierę zaczynał w Splicie w miejscowym Hajduku. Z Hajdukiem jeden raz został mistrzem Chorwacji w 2001 roku oraz zdobył dwa Puchary Chorwacji w latach 2000 i 2003. Już podczas gry w Hajduku był uważany za jednego z najlepszych piłkarzy początku XXI wieku. W 2003 roku został sprzedany za 1,2 miliona euro do ukraińskiego Szachtara Donieck – wraz z nim do klubu z Doniecka przeszedł klubowy kolega, bramkarz Stipe Pletikosa. W zespole Szachtara ma pewne miejsce w składzie, jest kapitanem drużyny i jednym z czołowych zawodników. Z klubem tym zdołał już zdobyć 2 tytuły mistrza Ukrainy w 2005 i 2006 roku oraz Puchar Ukrainy w 2004 roku. Jego atutem są przede wszystkim bardzo dobrze wykonywane stałe fragmenty gry, a także liczne dośrodkowania z prawego skrzydła. Wraz z kolegami z Szachtara
przeszedł do historii futbolu, zdobywając w 2009 roku Puchar UEFA. Były to ostatnie rozgrywki pod tą nazwą. Ukraiński klub ograł wtedy niemiecki Werder Brema 2:1, a piłkarzem meczu został Srna. 22 marca 2017 Ukraińskie centrum antydopingowe od piłki nożnej postanowiło zdyskwalifikować piłkarza na 17 miesięcy ze względu na obecność w jego organizmie zabronionych substancji dotyczących przepisów antydopingowych. Po wygaśnięciu kontraktu 30 czerwca 2018 klub nie przedłużył kontraktu z piłkarzem.
22 czerwca 2018 podpisał nowy kontrakt z Cagliari Calcio. Po zakończeniu sezonu 2018/19 zakończył karierę piłkarza.

## Kariera reprezentacyjna
W reprezentacji Chorwacji Srna zadebiutował 20 listopada 2002 roku w wygranym 1:0 meczu z reprezentacją Rumunii. Selekcjoner kadry narodowej Zlatko Kranjčar powołał Srnę do 23-osobowej kadry na Mistrzostwa Świata w Niemczech. Tam zagrał we wszystkich 3 meczach swojej reprezentacji, która jednak nie zdołała awansować do 1/8 finału. W decydującym meczu z reprezentacją Australii (2:2) zdobył pierwszą bramkę w tym spotkaniu – po strzale z rzutu wolnego. Natomiast w drugim meczu grupowym z reprezentacją Japonii zostanie zapamiętany jako niefortunny wykonawca rzutu karnego. Piłka po jego strzale trafiła w słupek japońskiej bramki.

## Kariera trenerska
Po zakończeniu kariery piłkarza rozpoczął pracę szkoleniową. 20 czerwca 2019 został zaproszony do sztabu szkoleniowego Szachtara Donieck.

## Kariera
| Sezon                | Klub                 | Kraj                 | Rozgrywki              | Mecze | Bramki |
| -------------------- | -------------------- | -------------------- | ---------------------- | ----- | ------ |
| 1999/00              | Hajduk Split         | Chorwacja            | Prva HNL               | 2     | 0      |
| 2000/01              | Hajduk Split         | Chorwacja            | Prva HNL               | 13    | 1      |
| 2001/02              | Hajduk Split         | Chorwacja            | Prva HNL               | 27    | 3      |
| 2002/03              | Hajduk Split         | Chorwacja            | Prva HNL               | 27    | 3      |
| Łącznie w Hajduku    | Łącznie w Hajduku    | Łącznie w Hajduku    | Łącznie w Hajduku      | 69    | 7      |
| 2003/04              | Szachtar Donieck     | Ukraina              | Ukraińska Wyszcza Liha | 19    | 0      |
| 2004/05              | Szachtar Donieck     | Ukraina              | Ukraińska Wyszcza Liha | 21    | 1      |
| 2005/06              | Szachtar Donieck     | Ukraina              | Ukraińska Wyszcza Liha | 21    | 2      |
| 2006/07              | Szachtar Donieck     | Ukraina              | Ukraińska Wyszcza Liha | 20    | 3      |
| 2007/08              | Szachtar Donieck     | Ukraina              | Ukraińska Wyszcza Liha | 28    | 0      |
| 2008/09              | Szachtar Donieck     | Ukraina              | Ukraińska Wyszcza Liha | 25    | 4      |
| 2009/10              | Szachtar Donieck     | Ukraina              | Ukraińska Wyszcza Liha | 26    | 2      |
| 2010/11              | Szachtar Donieck     | Ukraina              | Ukraińska Wyszcza Liha | 27    | 3      |
| 2011/12              | Szachtar Donieck     | Ukraina              | Ukraińska Wyszcza Liha | 25    | 3      |
| 2012/13              | Szachtar Donieck     | Ukraina              | Ukraińska Wyszcza Liha | 26    | 2      |
| 2013/14              | Szachtar Donieck     | Ukraina              | Ukraińska Wyszcza Liha | 27    | 6      |
| 2014/15              | Szachtar Donieck     | Ukraina              | Ukraińska Wyszcza Liha | 23    | 4      |
| 2015/16              | Szachtar Donieck     | Ukraina              | Ukraińska Wyszcza Liha | 19    | 2      |
| 2016/17              | Szachtar Donieck     | Ukraina              | Ukraińska Wyszcza Liha | 23    | 1      |
| 2017/18              | Szachtar Donieck     | Ukraina              | Ukraińska Wyszcza Liha | 8     | 0      |
| Łącznie w Szachtarze | Łącznie w Szachtarze | Łącznie w Szachtarze | Łącznie w Szachtarze   | 339   | 33     |
| 2018/19              | Cagliari Calcio      | Włochy               | Serie A                | 26    | 0      |

## Sukcesy

### Sukcesy klubowe
- zdobywca Pucharu Chorwacji: 2000, 2003
- mistrz Chorwacji: 2001
- wicemistrz Chorwacji: 2002, 2003
- mistrz Ukrainy: 2005, 2006, 2008, 2010, 2011, 2012, 2013, 2014, 2017, 2018
- wicemistrz Ukrainy: 2004, 2007, 2009
- zdobywca Pucharu Ukrainy: 2004, 2008, 2011, 2012, 2013, 2016, 2017
- finalista Pucharu Ukrainy: 2007, 2009
- zdobywca Superpucharu Ukrainy: 2006, 2009, 2011, 2013, 2014, 2015, 2016, 2018
- finalista Superpucharu Ukrainy: 2004, 2006, 2007
- zdobywca Pucharu UEFA: 2009

### Sukcesy reprezentacyjne
- uczestnik turnieju finałowego Mistrzostw Europy: 2004, 2008
- uczestnik turnieju finałowego Mistrzostw Świata: 2006

### Sukcesy indywidualne
- najlepszy piłkarz Mistrzostw Ukrainy według Premier Lihi: 2008/09

### Odznaczenia
- tytuł Zasłużonego Mistrza Sportu Ukrainy: 2009[5]
- Order „Za odwagę” III klasy: 2009[6].